# Helena Kagan
Helena Kagan (en hebreo: הלנה כגן‎; Tashkent, Imperio Ruso, 25 de septiembre de 1889 - Jerusalén, Israel, 22 de agosto de 1978) fue una médica, pionera de la pediatría en Israel, responsable por la expansión de la atención sanitaria en Israel. Trabajando bajo los auspicios de la organización sionista Hadassah, dio tratamiento a generaciones de niños locales sin importar su origen étnico o religioso.

## Biografía

### Primeros años
Helena Kagan nació en Tashkent, Uzbekistán, hija de Moshe y Miriam Kagan, un matrimonio judío originario de Riga. También tuvieron un hijo, Noach. Cuando su padre, un ingeniero químico, rechazó convertirse al cristianismo, perdió su empleo. Aun así, sus padres lograron cubrir los costos de la educación privada de Helena y su hermano mayor, graduándose en 1905.
Kagan estudió piano en el Musikschule Konservatorium Bern y Medicina en la Universidad de Berna, graduándose en 1910, y especializándose en la misma en pediatría.

### Vida en la Palestina otomana y británica
En la primavera de 1914, Kagan se mudó a Jerusalén, en ese entonces bajo dominio del Imperio otomano. Incapaz de obtener una licencia para ejercer la medicina, decidió abrir una clínica en su casa, enseñando a jóvenes árabes y judías labores básicas de enfermería y los conocimientos necesarios para ser matronas.
En 1916, luego de que los últimos dos médicos varones fueron expulsados de la ciudad por las autoridades otomanas, y jugando un rol decisivo en el control y derrota de una epidemia de cólera que azotó la ciudad, Kagan recibió una licencia honoraria para ejercer la medicina, empezando inmediatamente a trabajar en un pequeño hospital pediátrico, convirtiéndose en la primera pediatra en el país y la primera médica en el Imperio otomano  en  ese momento, dirigiendo el ala de pediatría del hospital hasta 1925. Posteriormente, empezó a trabajar en 1925 en la Casa Infantil para Niños Árabes ubicada en la Ciudad Vieja de Jerusalén, en la cual ejerció como directora médica hasta 1948. También fue una de los fundadores del Histadrut Nashim Ivriot (Organización de las Mujeres Hebreas), la cual se convirtió en el capítulo local de WIZO.
Kagan estableció la Israel Pediatrics Association en 1927. En ese mismo año, abrió un refugio para niños abandonados y un centro de salud en la Ciudad Vieja de Jerusalén para madres trabajadoras, el precursor a los centros conocidos en Israel hoy como Tipat Chalav. En 1936, Kagan se casó con Emil Hauser, un violinista miembro del Cuarteto de Cuerdas de Budapest, quien a su vez fundó la Academia de Música y Danza de Jerusalén en dicha ciudad. En ese mismo año, estableció el departamento de pediatría del Hospital Bikur Cholim en Jerusalén, el cual dirigió hasta 1975. En 1947, fue elegida miembro del Consejo Administrador de la Universidad Hebrea de Jerusalén, del cual fue vicepresidenta en 1965.

### Tras la Independencia
Recibió el Premio de Israel en 1975 por su contribución especial a la sociedad y al estado en servicio comunitario. El departamento de pediatría del Hospital Bikur Cholim y un centro comunitario en Katamonim, Jerusalén, llevan su nombre desde 1962 y 1968, respectivamente. En sus últimos años Kagan trabajó como asesora del Ministerio de Salud a la vez que ejercía como pediatra en su domicilio.

### Muerte
Kagan falleció sin hijos el 22 de agosto de 1978.